# 菲耶
菲耶（法語：Fyé，法語發音：[fje]）是法国萨尔特省的一个市镇，属于马梅尔斯区。

## 地理
菲耶（48°19'34"N, 0°4'46"E）面积16.31 平方千米，位于法国卢瓦尔河地区大区萨尔特省，该省份为法国西北部内陆省份，北起顺时针与奥恩省、厄尔-卢瓦省、卢瓦-谢尔省、安德尔-卢瓦尔省、曼恩-卢瓦尔省和马耶讷省接壤，是法国大西部的入口，连接卢瓦尔河谷、布列塔尼和巴黎盆地。
与菲耶接壤的市镇（或旧市镇、城区）包括：谢里赛、热讷勒冈德兰、鲁埃塞方丹、圣旺德曼布雷、萨尔特河畔弗雷奈。

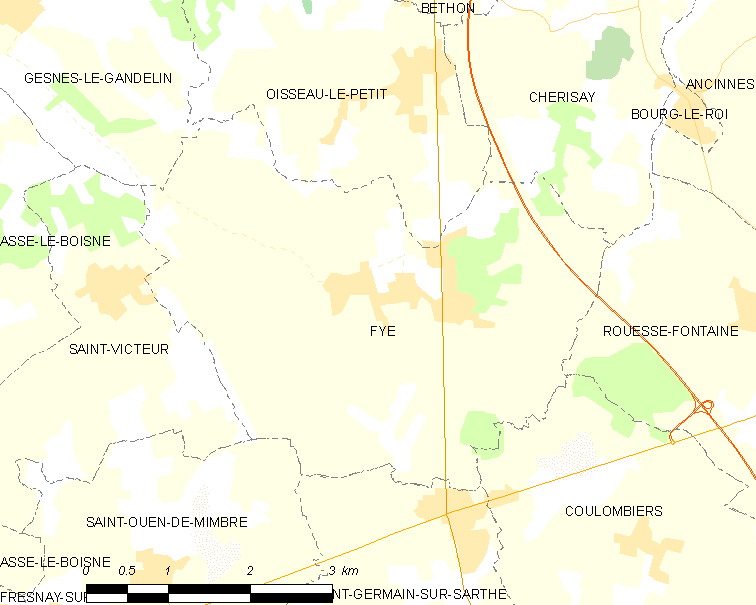
菲耶的OSM定位图

菲耶的时区为UTC+01:00、UTC+02:00（夏令时）。

## 行政
菲耶的邮政编码为72610，INSEE市镇编码为72139。

## 政治
菲耶所属的省级选区为锡耶勒纪尧姆县。

## 人口

1962-2008年间菲耶人口变化图示

菲耶于2022年1月1日时的人口数量为995人。